# Antike griechische Töpfer

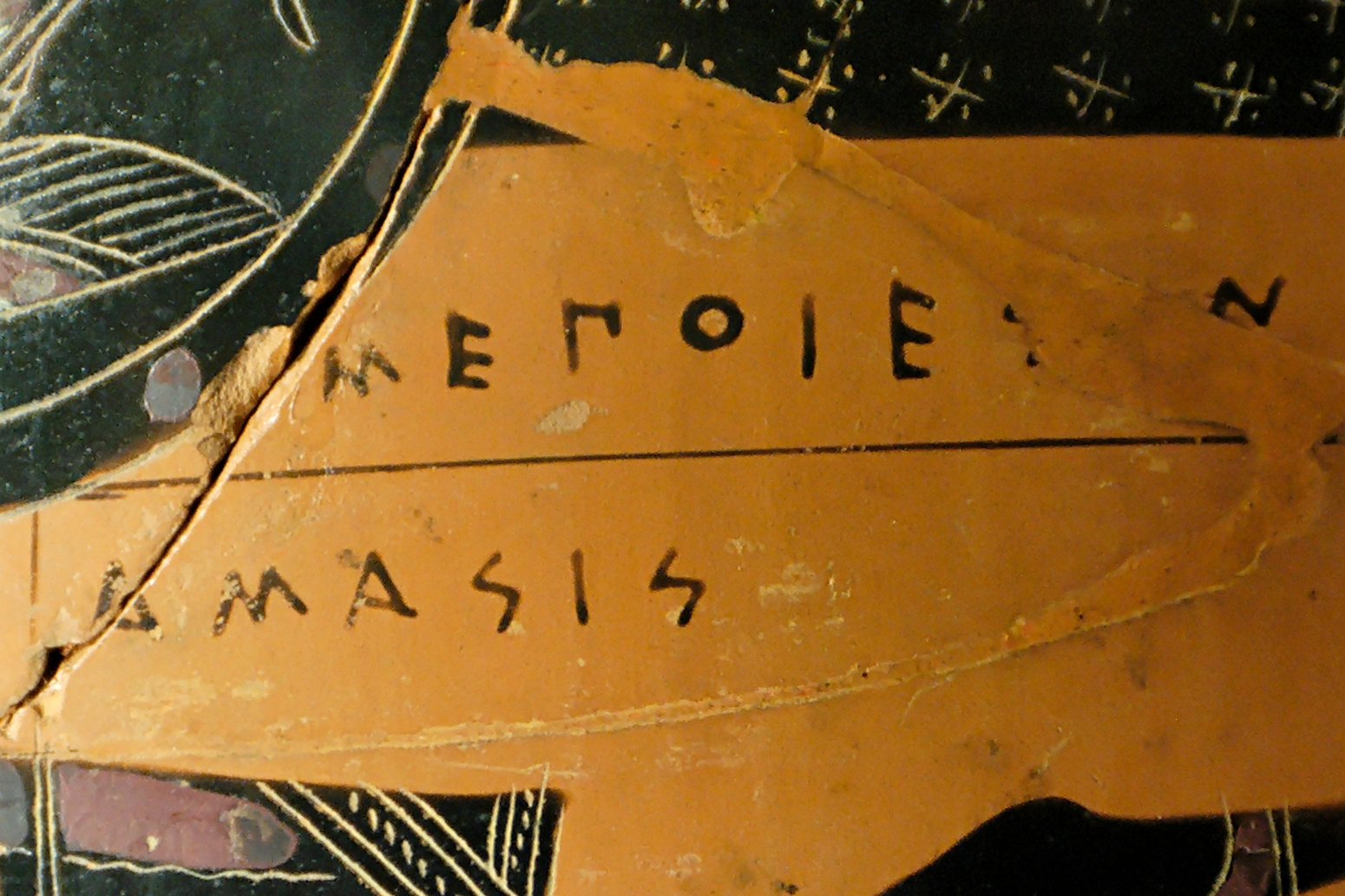
Signatur des Töpfers Amasis: mepoíesen amasis – „Amasis hat mich gemacht“; Louvre, Paris F 30

Die Töpfer (altgriechisch κεραμεύς kerameus) der griechischen Antike übten einen der ältesten Berufe der Menschheit aus und schafften es, diesen in technischer und künstlerisch-handwerklicher Sicht stark zu bereichern.

## Arbeitsweise
Griechische Töpfer der Antike arbeiteten sowohl nur mit der Hand, an der drehenden Töpferscheibe, als auch mit Hilfe von Patrizen und Matrizen sowie Modeln. Die Spezialisierung auf bestimmte Warengruppen ist sehr wahrscheinlich. Die Arbeit des Töpfers umfasste weit mehr als die eigentliche Produktion von Gefäßen und anderen Produkten aus Ton. Die Arbeit begann mit dem Tonabbau, setzte sich bei der Tonaufbereitung fort und führte über den Brand bis hin zum Vertrieb der Produkte. Auch das zeitweise für einen Teil der Keramik übliche Bemalen, vor allem von der submykenischen Zeit gegen Ende des 11. Jahrhunderts v. Chr. bis etwa zum Ende der Klassik gegen Ende des 4. Jahrhunderts v. Chr. war meist Bestandteil der Töpferarbeit.
Die ersten griechischen Töpfer dürften umherziehende Wandertöpfer gewesen sein. Spätestens im Lauf der Archaik wurden sie jedoch sesshaft und es bildeten sich vielerorts Töpferviertel heraus, die zumeist auch andere Berufszweige aufnahmen, die ähnliche Arbeitsweisen oder Materialbedarf hatten, so Erzgießer oder Gerber.
Die Arbeitstechniken der Töpfer mussten von Forschern erst wieder rekonstruiert werden und sind bis heute noch nicht gänzlich in allen Details klar. Zu den Pionieren dieser Richtung der Experimentalarchäologie gehörten der Heidelberger Klassische Archäologe Roland Hampe gemeinsam mit dem Keramiker Adam Winter, wobei sie auf der Grundlage ethnoarchäologischer Studien im Mittelmeerraum noch erhaltene Techniken vor dem endgültigen Untergang gewahrten.

## Archaik und Klassik

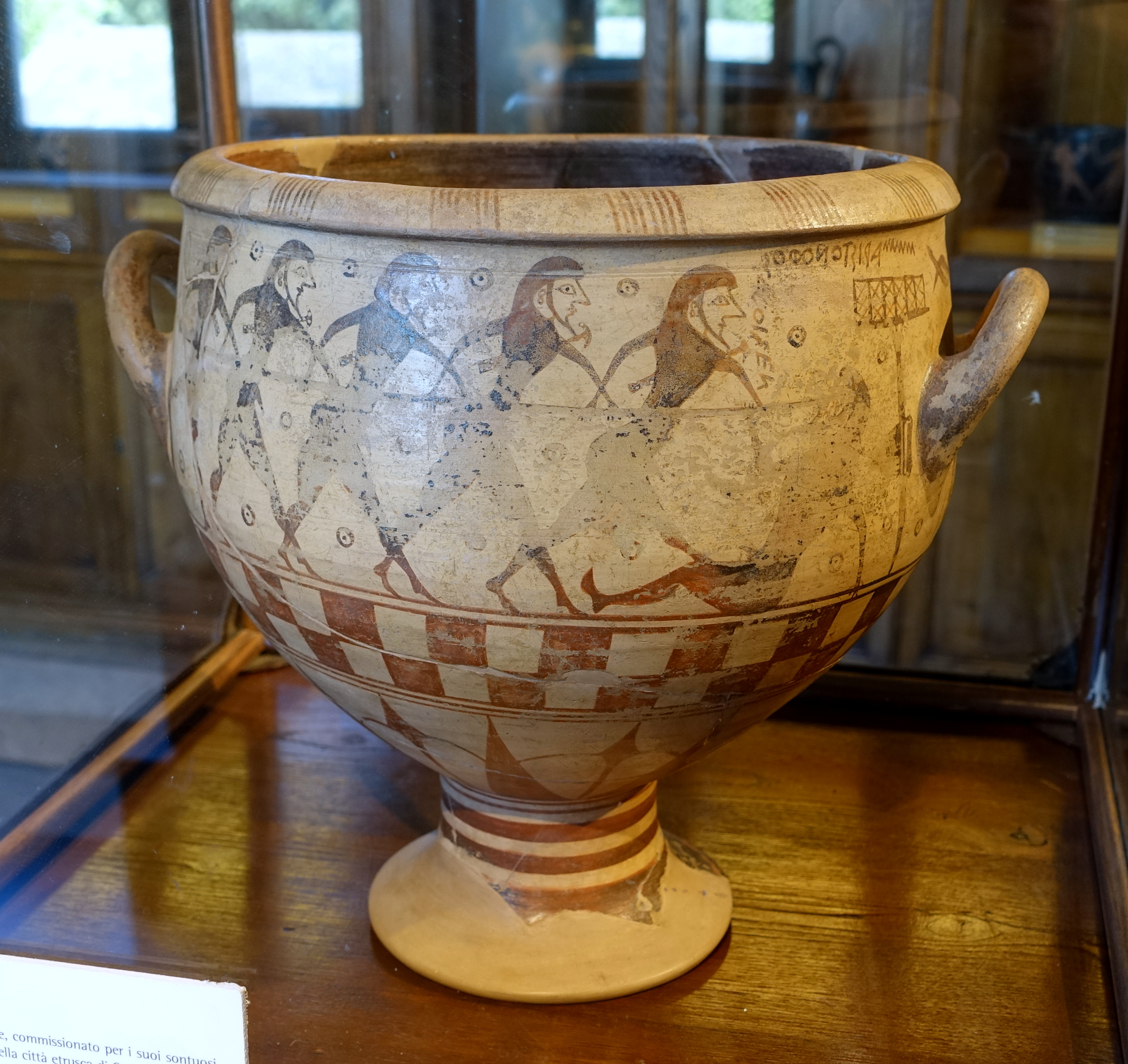
Krater des Aristonothos; linksläufige Signatur oben rechts; Kapitolinische Museen, Rom

Über die Gefäße selbst hinaus werden antike Töpfer etwa seit dem 7. Jahrhundert v. Chr. fassbar, als auf Euböa die ersten signierten Vasen hergestellt wurden. Die erste bekannte Signatur stammt von einem Krater des Töpfers Aristonothos. Die Signatur hatte zumeist nach dem Namen den Zusatz epoíesen ἐποίησεν ‚hat gemacht‘, zu Beginn auch in der Form m'epoíesen, hat mich gemacht. Wenig später folgten erste Signaturen in Westgriechenland, dann gehäuft in Ostgriechenland. Im frühen 6. Jahrhundert v. Chr. sind eine ganze Reihe von böotischen Figurenvasen signiert worden. Es fällt auf, dass ausgerechnet das Zentrum der bemalten Keramik des 7. und 6. Jahrhunderts, Korinth, nur wenige Töpfersignaturen vorzuweisen hat. Therikles ist aus der schriftlichen Überlieferung für seine herausragenden Werke bekannt, von denen allerdings keine erhalten sind. Im Laufe des 6. Jahrhunderts v. Chr. wechselte die Vorherrschaft bei Könnerschaft und wirtschaftlichem Erfolg nach Athen über. Im Maße des Erfolges wuchs auch die Signierfreudigkeit der attischen Töpfer des schwarzfigurigen Stils. Bedeutende Töpfer waren etwa Sophilos, Nearchos, Exekias, Amasis und Andokides. Eine Sonderstellung nahm Nikosthenes ein, der mit seinem Nachfolger Pamphaios eine Werkstatt betrieben hatte, die mindestens über zwei Generationen zu verfolgen ist. Vor allem unter Nikosthenes legte sie eine besonders große Experimentierfreudigkeit an den Tag, die vor allem mit einer auf den Export – insbesondere nach Etrurien – ausgerichteten Produktion zu tun hatte. So adaptierte Nikosthenes beispielsweise etruskische Formen, um noch attraktiver für den dortigen Markt zu sein, und schuf dabei etwa die nur für den Export bestimmte Nikosthenische Amphora. Auch unter den Kleinmeistern gab es viele signierende Töpfer, diese Signaturen waren nicht selten als Teil der Bemalung Schmuckelement.
Mit dem Wechsel vom schwarzfigurigen zum rotfigurigen Stil im letzten Drittel des 6. Jahrhunderts v. Chr. schien auch eine schon etwas länger andauernde Strukturveränderung in den Werkstätten ihren Höhepunkt erreicht zu haben. Waren Töpfer und Vasenmaler lange Zeit wahrscheinlich identische Personen, wurden einzelne Arbeitsschritte zunehmend von Spezialisten übernommen oder zumindest phasenweise in einer Serienproduktion einzelne Arbeiten von bestimmten Mitarbeitern ausgeführt. Hier gibt es leider wie zu fast allen Bereichen keine schriftliche Überlieferung und die Archäologie ist allein auf die stilistischen Beobachtungen angewiesen. Wohl spätestens zum Wechsel vom 6. zum 5. Jahrhundert war es normal, dass ein Töpfer mehrere Vasenmaler in seiner Werkstatt beschäftigte. Möglich ist auch, dass die Bemalung der Vasen eher jüngeren Mitarbeitern des Betriebs oblag. Andersherum war es offenbar genauso möglich, dass Vasenmaler für verschiedene Töpfer arbeiteten. So begann der Vasenmaler Oltos in der Werkstatt des Nikosthenes und des Pamphaios und war danach noch für die Töpfer Hischylos, Tleson, Chelis, Kachrylion und Euxitheos tätig. Daneben sind auch sehr enge Kooperationen von Töpfern und Vasenmalern bekannt, etwa Duris und Python, Hieron und Makron oder Brygos und Brygos-Maler. Eine weitere Möglichkeit ist die Zusammenarbeit mehrerer Töpfer, da der Aufbau eines Brennofens und der Brand eine komplizierte, risikobehaftete Angelegenheit war. Zudem ist es sehr wahrscheinlich, dass Bestandteil der Ausbildung junger Keramiker nicht nur die Vasenmalerei, sondern auch das eigentliche Töpferhandwerk war. Da davon auszugehen ist, dass mehr als nur repräsentative bemalte Stücke angeboten wurden, war die Herstellung der kleineren Stücke, der Stücke mit Firnisüberzug oder der seriell gefertigten und mit weniger Sorgfalt bemalten Stücke Lehrlingen oder Hilfsarbeitern überlassen. Was jedoch im Verlauf des 6. Jahrhunderts v. Chr. feststellbar war, ist eine Spezialisierung der Werkstätten in Töpfereien für Schalen und ähnliche offene Vasenformen und geschlossene Gefäße. Eine weitere Spezialisierung der letzteren Töpfer in Spezialisten für Lekythen, Kannen oder Amphoren ist durchaus möglich.
Der Töpfer war im Allgemeinen der Besitzer der Werkstatt und damit der Leiter des Betriebes. Anders als die Wahrnehmung heute, bei der die Vasenmalerei das augenfälligste Detail zumindest der bemalten Vasen ist, galt die Wertschätzung in der Antike eher dem Schöpfer der Gefäße. Es sind in mehreren Fällen Karrieren nachweisbar, in denen Vasenmaler später angesehene Töpfer wurden, besonders bekannt sind hier die „Pioniere“ Euphronios und Euthymides. Wie diese Karriere vonstattenging, ob die Tätigkeit als Vasenmaler Teil der Ausbildung war und später eine elterliche Werkstatt übernommen wurde, ob die Werkstatt erworben wurde oder ob es sich noch anders verhielt, muss Spekulation bleiben.
Trotz einer ganzen Reihe erhaltener Signaturen von Töpfern blieb das Signieren die Ausnahme; bei den wenigen Töpfern, von denen es besonders viele Signaturen gibt, hatte das zumeist besondere Gründe. Bei Nikosthenes etwa die Sichtbarkeit für den Export, bei den Schöpfern von plastischen Gefäßen, Charinos und Sotades, wohl aus handwerklichem Stolz heraus. Eine weitere Form des Handwerkerstolzes war die Darstellung von Vorgängen in der Töpferei, die immer wieder vorkam. Auch auf den Pinakes von Penteskouphia wurden verschiedene Abläufe der Vasenproduktion gezeigt. Für Attika sind etwa 100 Töpfer aufgrund ihrer Signaturen bekannt. Im Vergleich dazu gibt es nur etwa 40 Vasenmaler, die ihre Werke signiert haben. Auch das spricht für die Bedeutung der Töpfer im Vergleich zu den Vasenmalern. Im 5. Jahrhundert v. Chr. wurden die Signaturen merklich weniger, im 4. Jahrhundert v. Chr. sind sie nur noch sehr selten.

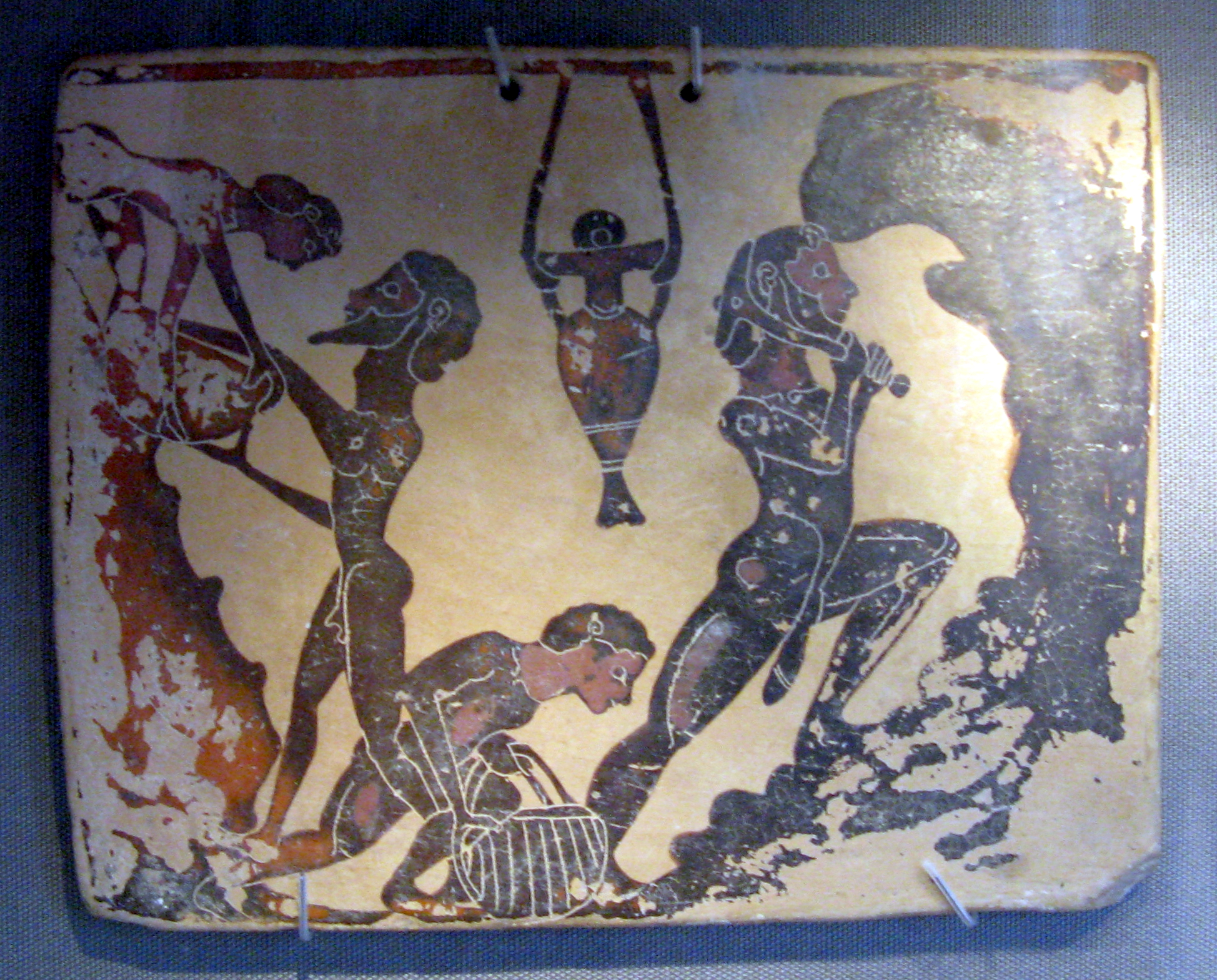
Tonabbau
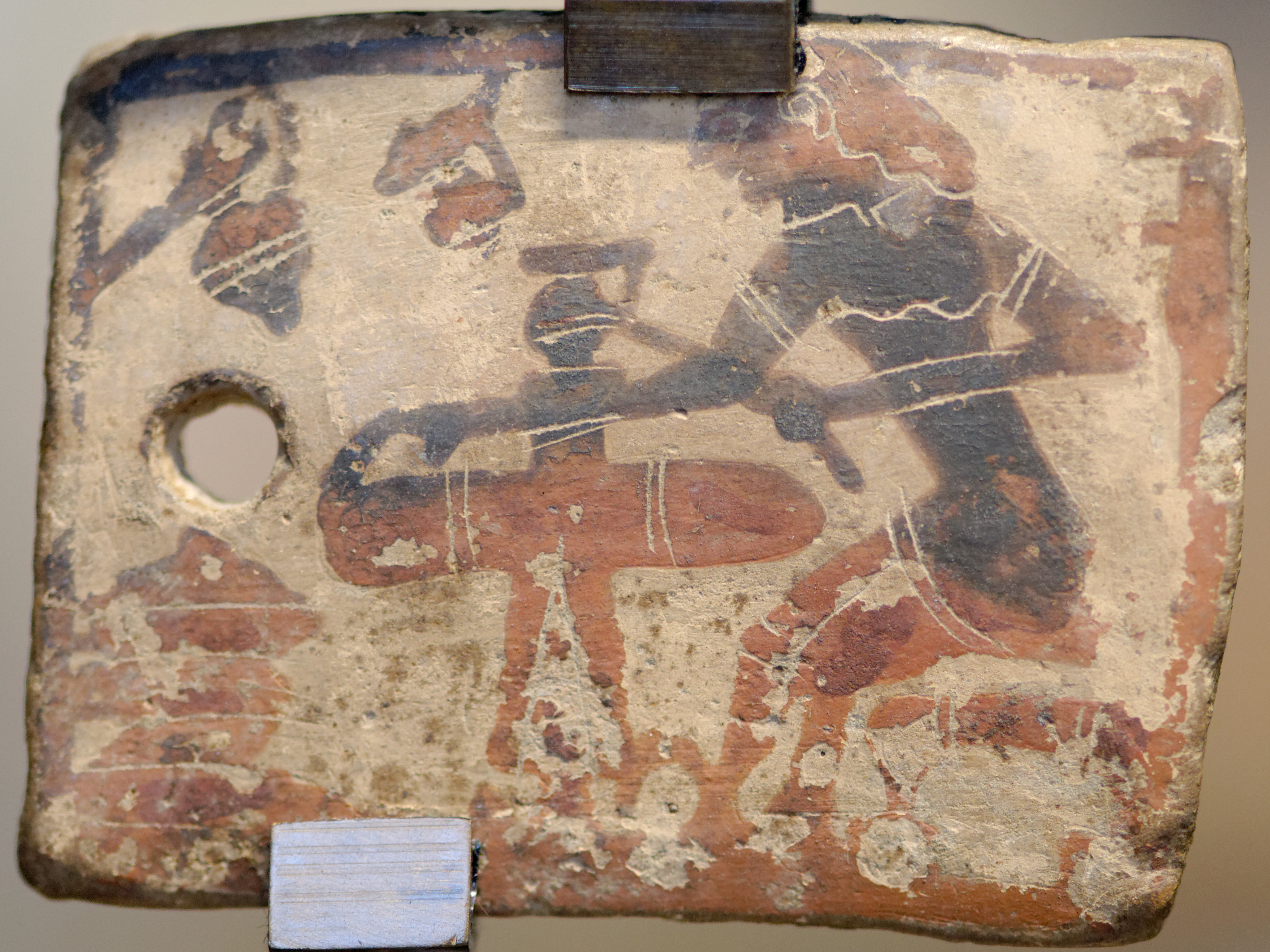
Töpfer an der Töpferscheibe
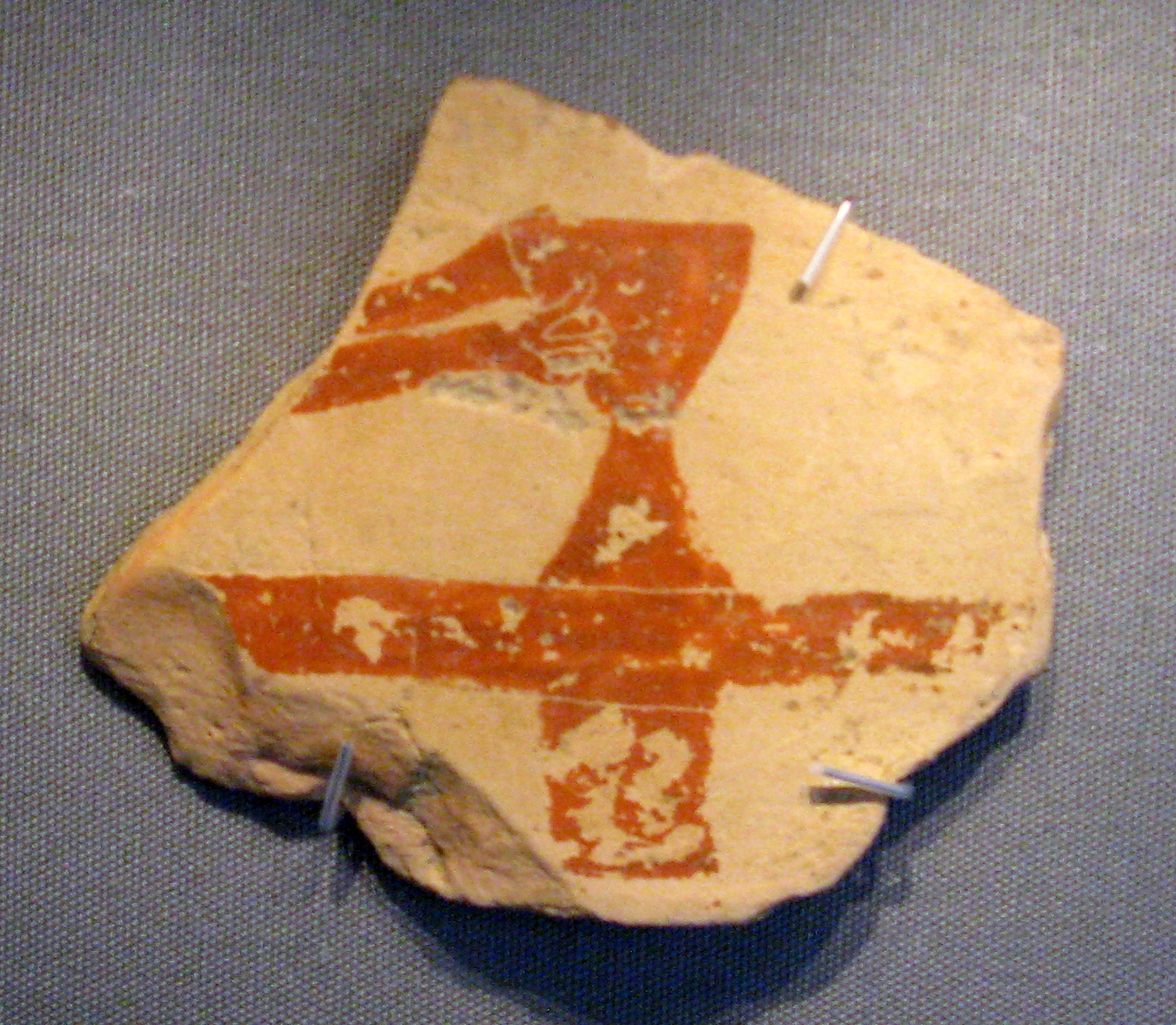
Töpfer an der Töpferscheibe
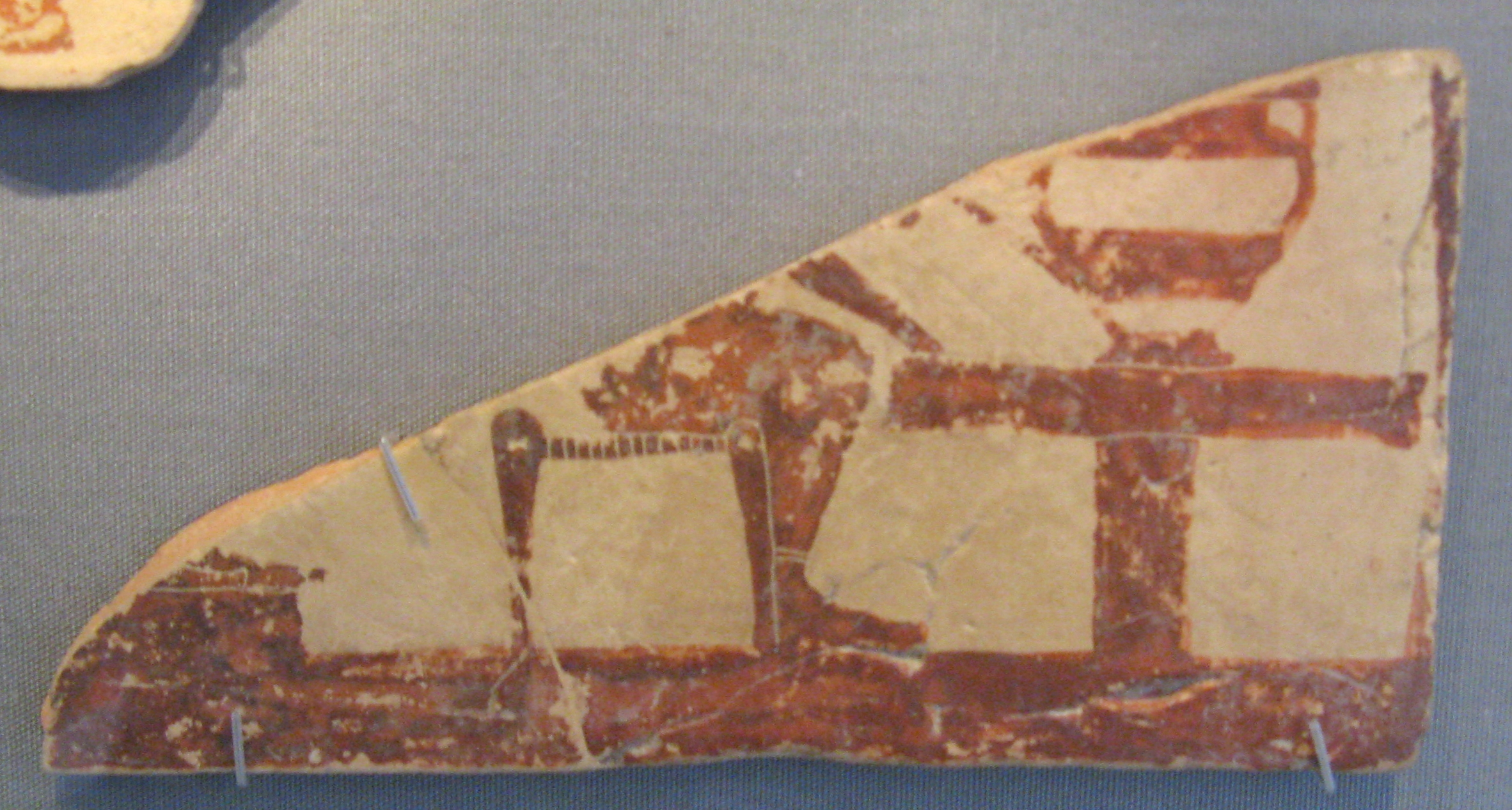
Töpfer an der Töpferscheibe
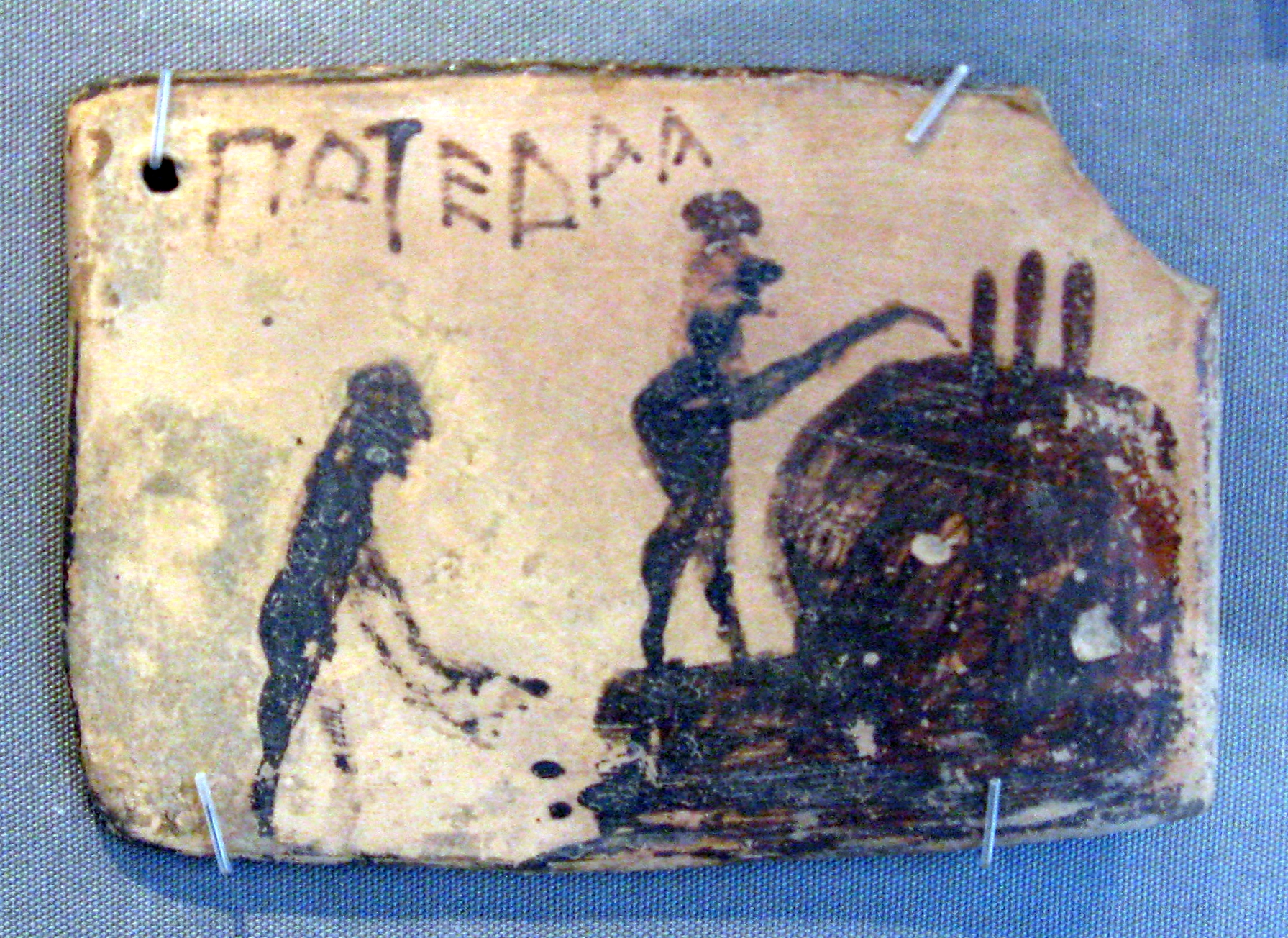
Bestücken des Brennofens
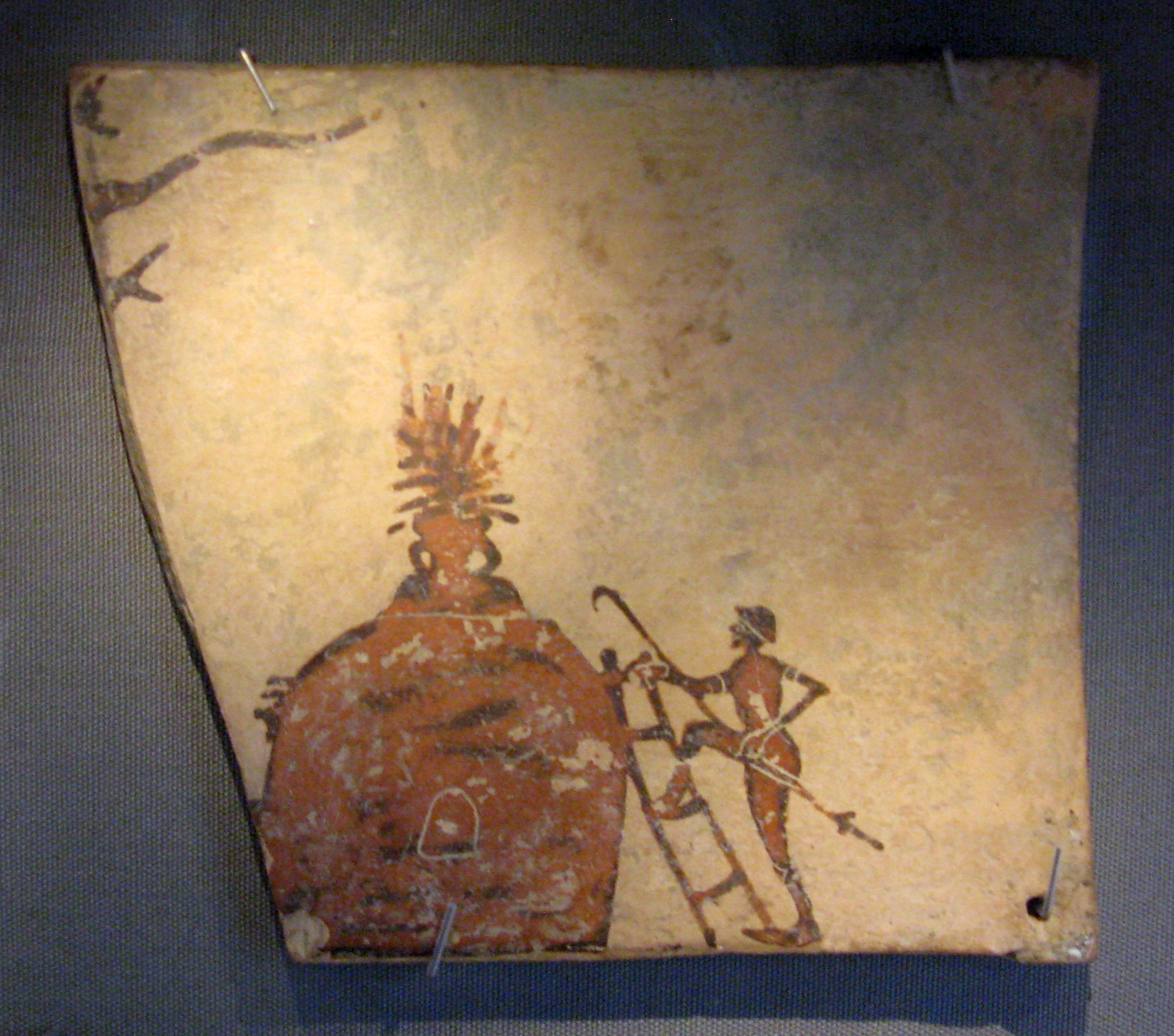
Regulierung der Sauerstoffzufuhr
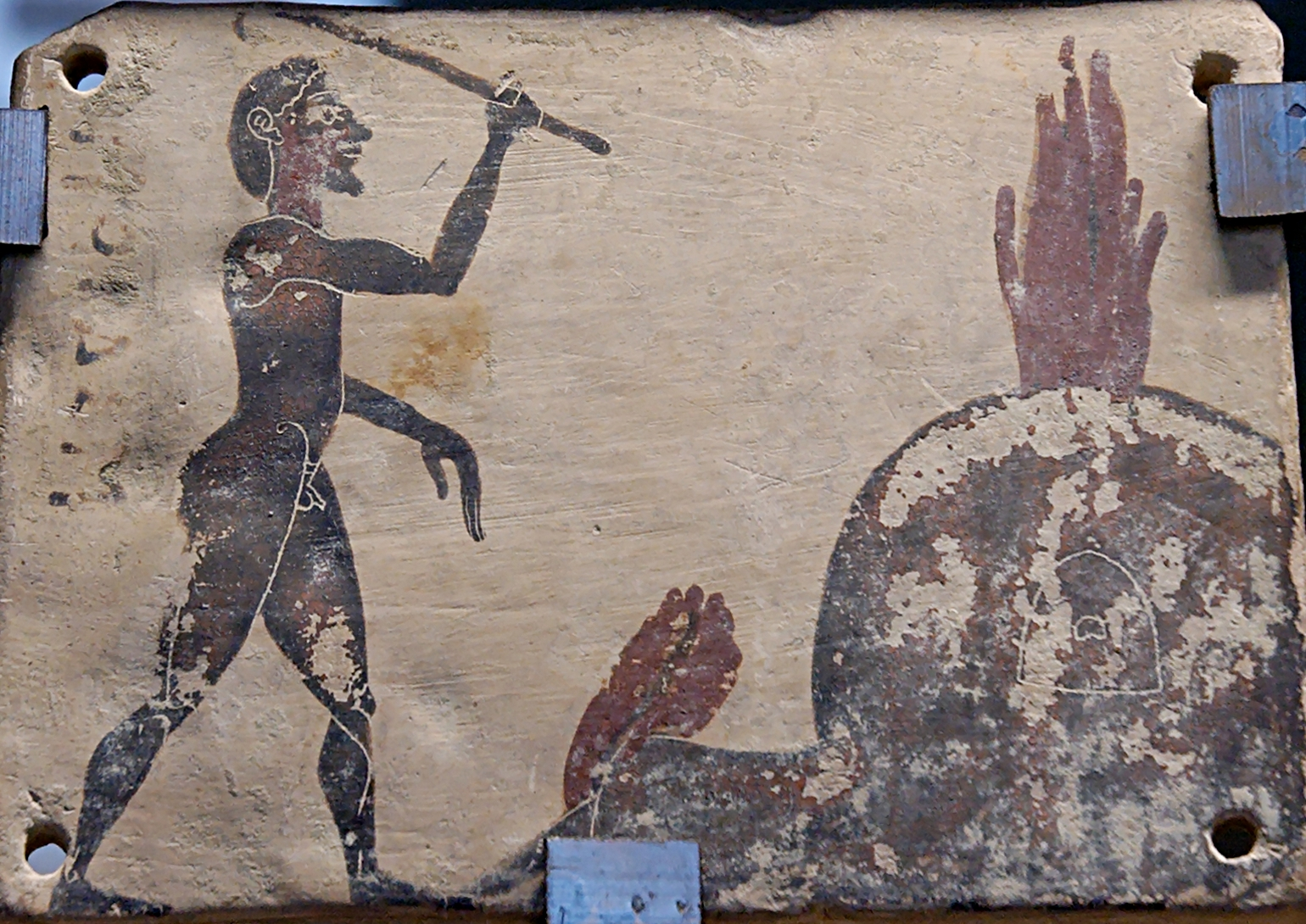
Töpfer am Brennofen
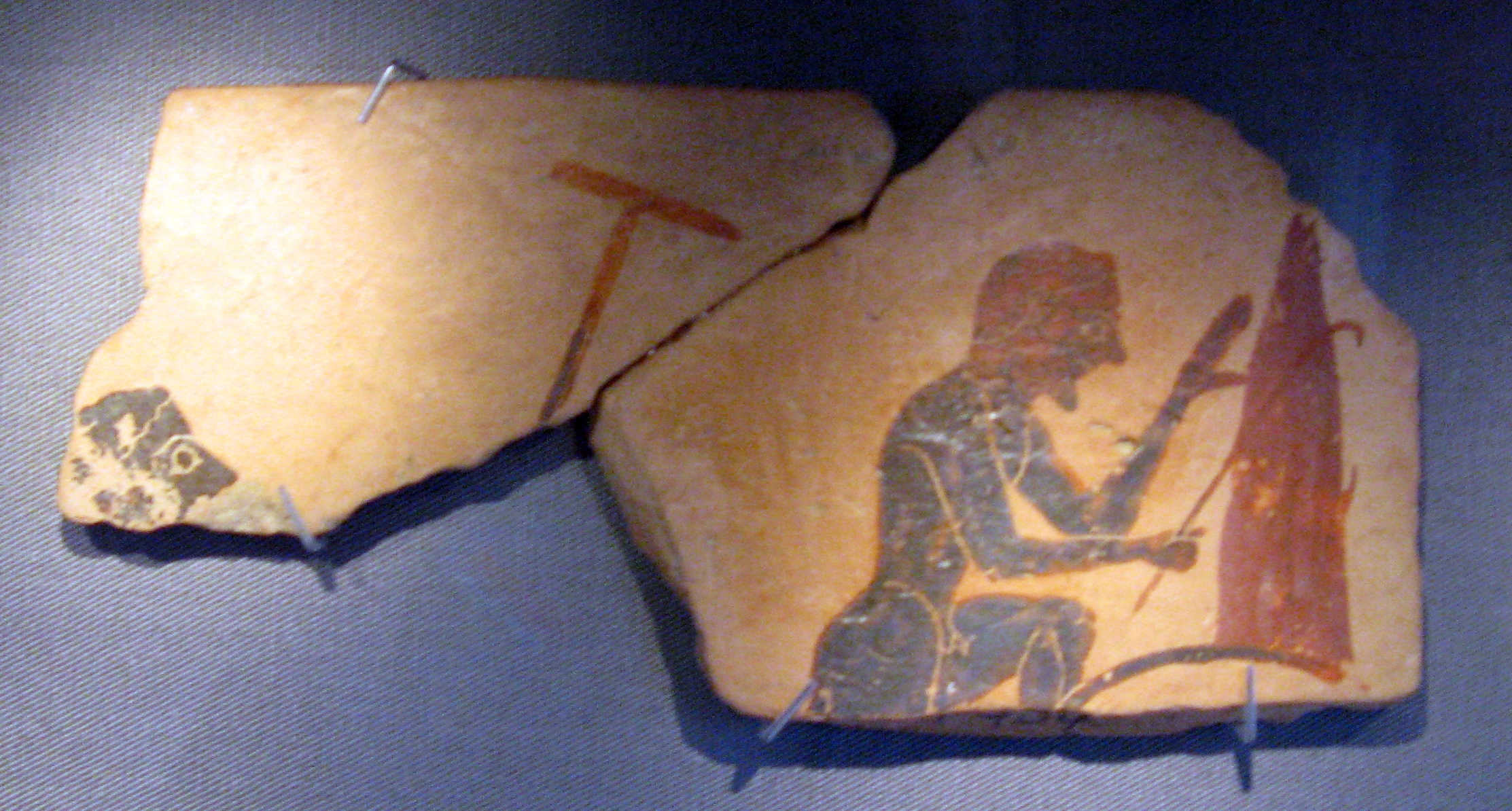
Töpfer am Brennofen
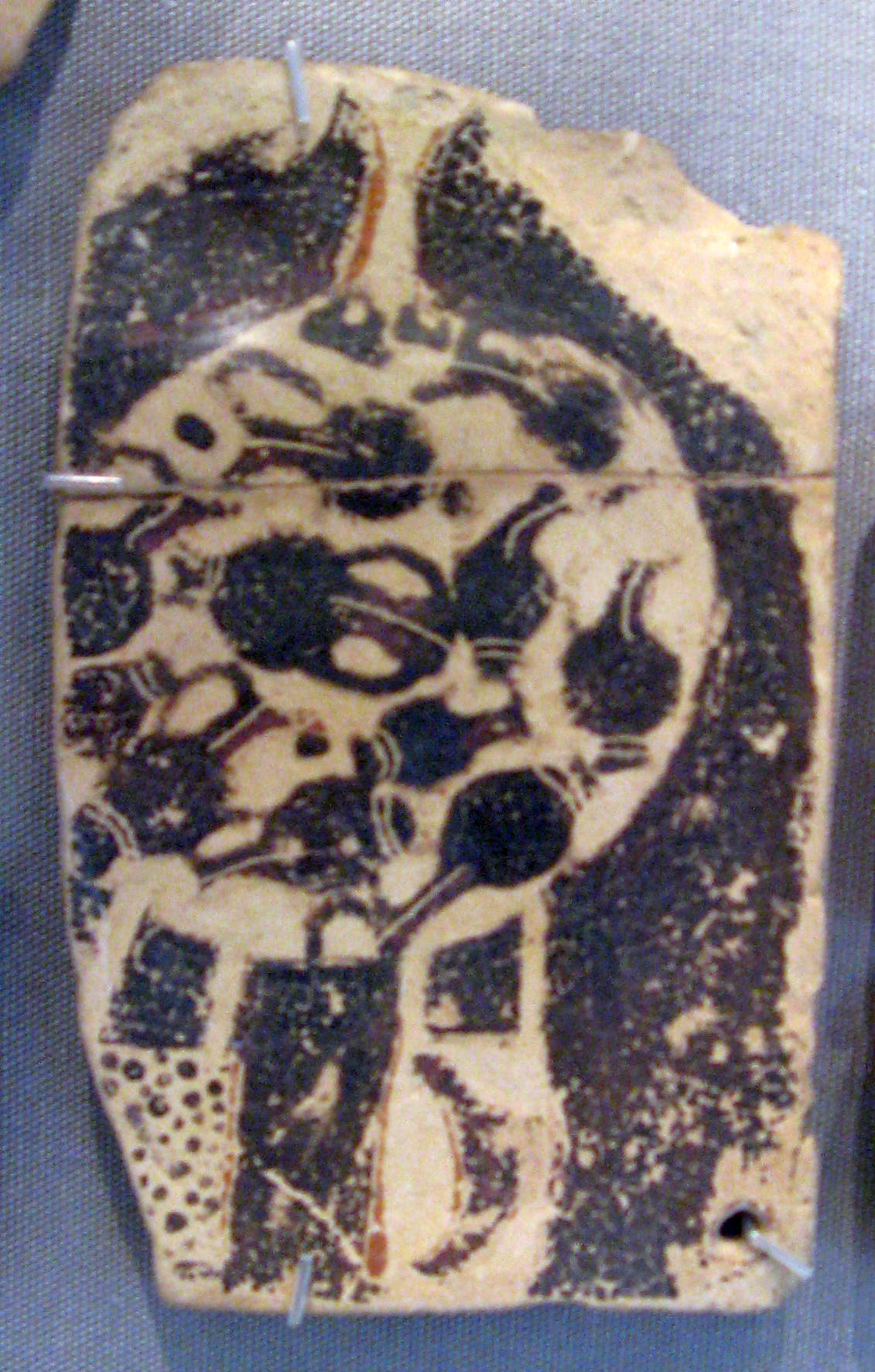
Blick in den Brennofen

Anders als die Vasenmalereien anonymer Vasenmaler sind die Werke anonymer Töpfer oder auch nur unsignierte Werke schon bekannter Töpfer bis heute vergleichsweise wenig untersucht. Pionierarbeit leistete hier Hansjörg Bloesch, der mit seiner Arbeit Formen attischer Schalen von Exekias bis zum Ende des Strengen Stils Grundlagen für die Zuschreibung von Vasen an Töpfer erarbeitet hat. Wie bei den Vasenmalern, die wenn sie nicht namentlich bekannt sind nicht selten einen Notnamen nach einem bekannten Töpfer erhalten haben, für den sie arbeiteten, werden Töpfer heute oft mit einem Notnamen bedacht, der sich an einen Vasenmaler anlehnt, mit dem sie häufiger zusammen arbeiteten. So benannte Adrienne Lezzi-Hafter den M-Töpfer nach dem Mannheimer Maler, den S-Töpfer nach dem Schuwalow-Maler.
Für Unteritalien – Magna Graecia – ist noch mehr als in Attika von einer manufakturähnlichen Arbeit in den Töpferwerkstätten auszugehen. Anders als in Athen, wo viele kleinere Einzelhandwerker Träger der Töpferwirtschaft waren, waren es dort wohl meist größere Betriebe, in denen viele Handwerker zusammen wirkten.

## Hellenismus und Römisches Reich
Mit dem Aufkommen des Hellenismus änderten sich viele Grundlagen der Töpferarbeit. Statt bemalter Vasen war nun über ein Relief verzierte Keramik in Mode, die in Formen gefertigt wurde. Damit wurden auch Struktur und Arbeitsablauf in den Werkstätten verändert. Signaturen wandeln sich in der Zeit weg von einer persönlichen Signatur für ein Werk hin zu einem Markennamen, zu einer Fabrikmarke, wobei der Eigentümer der Werkstatt für die gesamte Produktpalette stand. Ein besonders bekannter Vertreter dafür war der Athener Ariston, in dessen Töpferei sowohl Reliefschüsseln als auch Tonlampen aus der Matrize gefertigt wurden.
Die Schwerpunkte der Produktion verschoben sich, wenngleich Athen auch weiterhin zumindest regional ein Keramik-Produktionszentrum blieb. Doch den mittelmeerweiten Absatzmarkt hatten mittlerweile Töpfereien etwa aus Pergamon mit ihrer Reliefkeramik („Megarische Becher“) übernommen. Offenbar kamen die im Zuge des auseinanderfallenden Alexanderreiches neu entstandenen Staaten mit ihrer frischen Dynamik mit den veränderten Marktlagen besser klar als die alten Produktionszentren.
In römischer Zeit nahm die Zahl der Signaturen signifikant zu und es sind eine sehr große Zahl von Namen bekannt. Die Besitzer der Töpfereien signierten dabei im Genitiv, die Töpfer, nicht selten griechische Sklaven, im Nominativ.

## Soziale Stellung
Wie über die meisten Handwerksberufe liegen auch zu den Töpfern fast keine schriftlichen Berichte von antiken Autoren vor. Die wenigen Informationen beschränken sich weitestgehend auf das antike Athen. Hier herrschten zumindest zeitweise sehr gute ökonomische Bedingungen für Töpfer. Die attische Komödie legt nahe, dass es unter den verschiedenen Spezialisten für einzelne Keramikprodukte eine gewisse Klassenrangfolge gab, wobei die unterste Stufe von den Lampentöpfern eingenommen wurde.
Während Homer Töpfer noch als Demiourgoi, „für das Gemeinwohl Arbeitende“ bezeichnet, lassen die attischen Quellen aus alter und mittlerer Komödie einen eher geringschätzigen Blick auf die banausoi (wörtlich: „Ofenhocker“) erschließen. Allerdings sind diese Überlieferungen in den meisten Fällen von wohlhabenden Aristokraten bestimmt, so dass es offenbar eine Diskrepanz im Selbstbild und der Wahrnehmung durch die Elite gab, wenn nicht ein gewandelter Blick auf den Banausen zu den unterschiedlichen Einschätzungen führte. War der Vasenmaler Vollbürger Athens, so gehörte er als Demiourgos der Steuerklasse der Theten an, in den seltenen Fällen des zugleich vorhandenen, bescheidenen Landbesitzes der Steuerklasse der Zeugiten. Sehr wahrscheinlich ist auch ein hoher Anteil an Metöken. Die zunehmende Rolle der Geldwirtschaft im Verlauf des 6. Jahrhunderts v. Chr. und die wirtschaftlichen Erfolge attischer Töpfer insbesondere gegen dessen Ende führten, wenn nicht zu wachsender gesellschaftlicher Anerkennung, so doch zu wachsendem Selbstbewusstsein der Töpfer und Vasenmaler. Dies schlug sich in einer Reihe von Weihgeschenken nieder, die von Töpfern auf die Athener Akropolis gestiftet wurden, unter anderem von dem Töpfer und Vasenmaler Euphronios, der sich selbst in der allein erhaltenen Inschrift kerameus („Töpfer“) nennt. Auch stifteten Vasenmaler besonders fein verzierte Keramikgefäße auf die Akropolis.

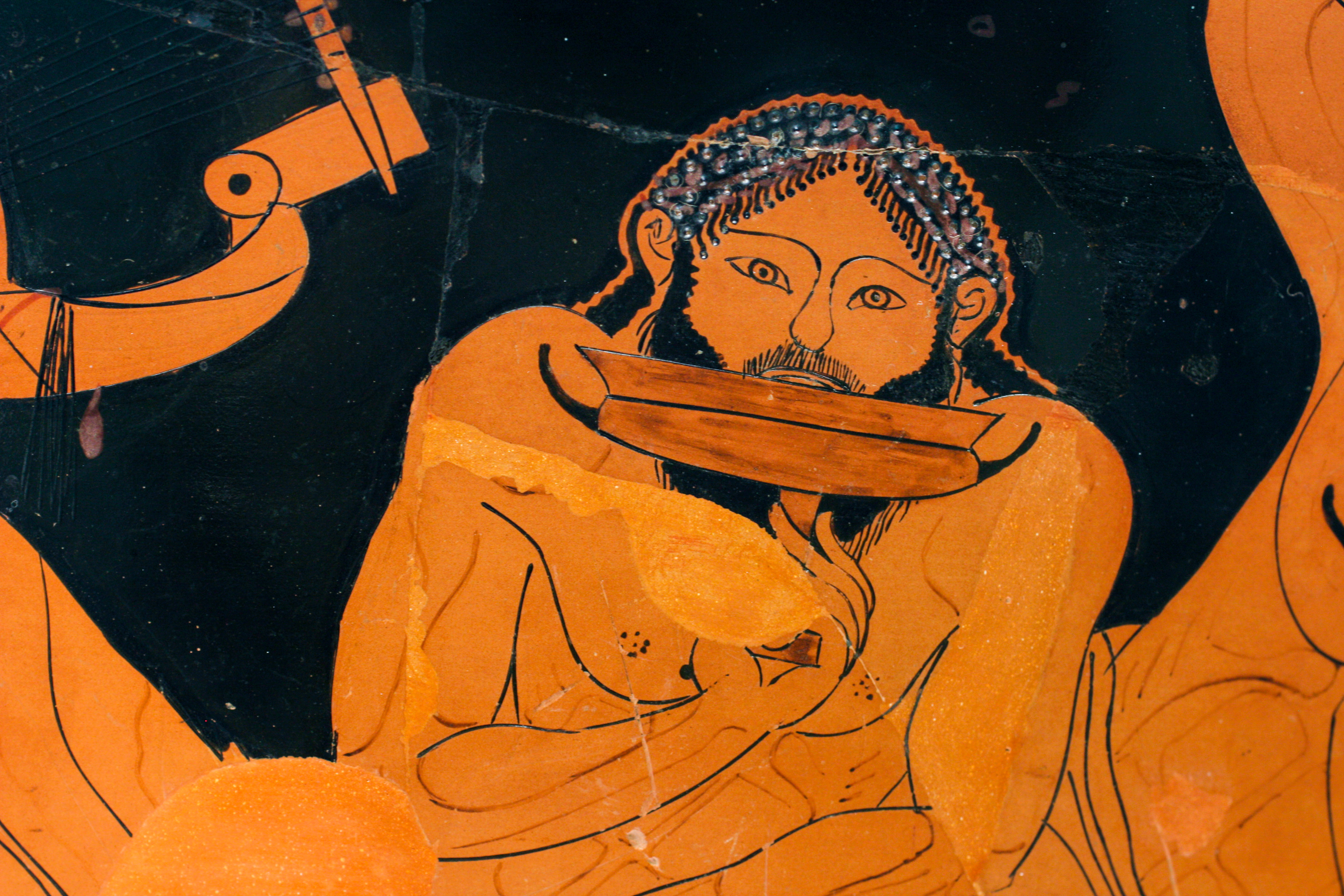
Euphronios zeigt Smikros als Symposiant; Kelchkrater, um 510/500 v. Chr.; Staatliche Antikensammlungen, München 8935

Gegen Ende des 6. Jahrhunderts v. Chr. schien die ökonomische Lage der Töpfer besonders gut gewesen zu sein und Töpfer zeigten ein hohes Selbstbewusstsein. Im Zuge der Reformen des Kleisthenes wurden schon etwas länger vor sich gehende Prozesse noch weiter befeuert. Das Töpferviertel Athens, der nach den Töpfern benannte Kerameikos, wurde zu einem Experimentierfeld von technisch versierten, aber auch kaufmännisch veranlagten Handwerkern. Während dieser frühen Phase der Demokratie erreichten verschiedene Handwerker offenbar einen gewissen Wohlstand, so dass sie bedeutende Votivgaben an die Götter auf der Akropolis weihen konnten. Vor allem Vertreter der Pioniergruppe zeigten sich selbst auf Vasenbildern oder in kommentierenden Beischriften. Euthymides, Euphronios oder Smikros werden beim Symposion gezeigt, ebenfalls gibt es Bilder, deren Beischriften Vasenmaler als Sportler in der Palästra ausweisen. Auch ein Bild des Antiphon-Malers zeigt einen Vasenmaler, der sich durch einen an der Wand lehnenden Gehstock als Bürger und durch Strigilis und Aryballos an der Wand als Sportler zu erkennen gibt. Inwieweit das ein Träumen in aristokratische Sphären war oder der Realität entsprach, ist unklar.

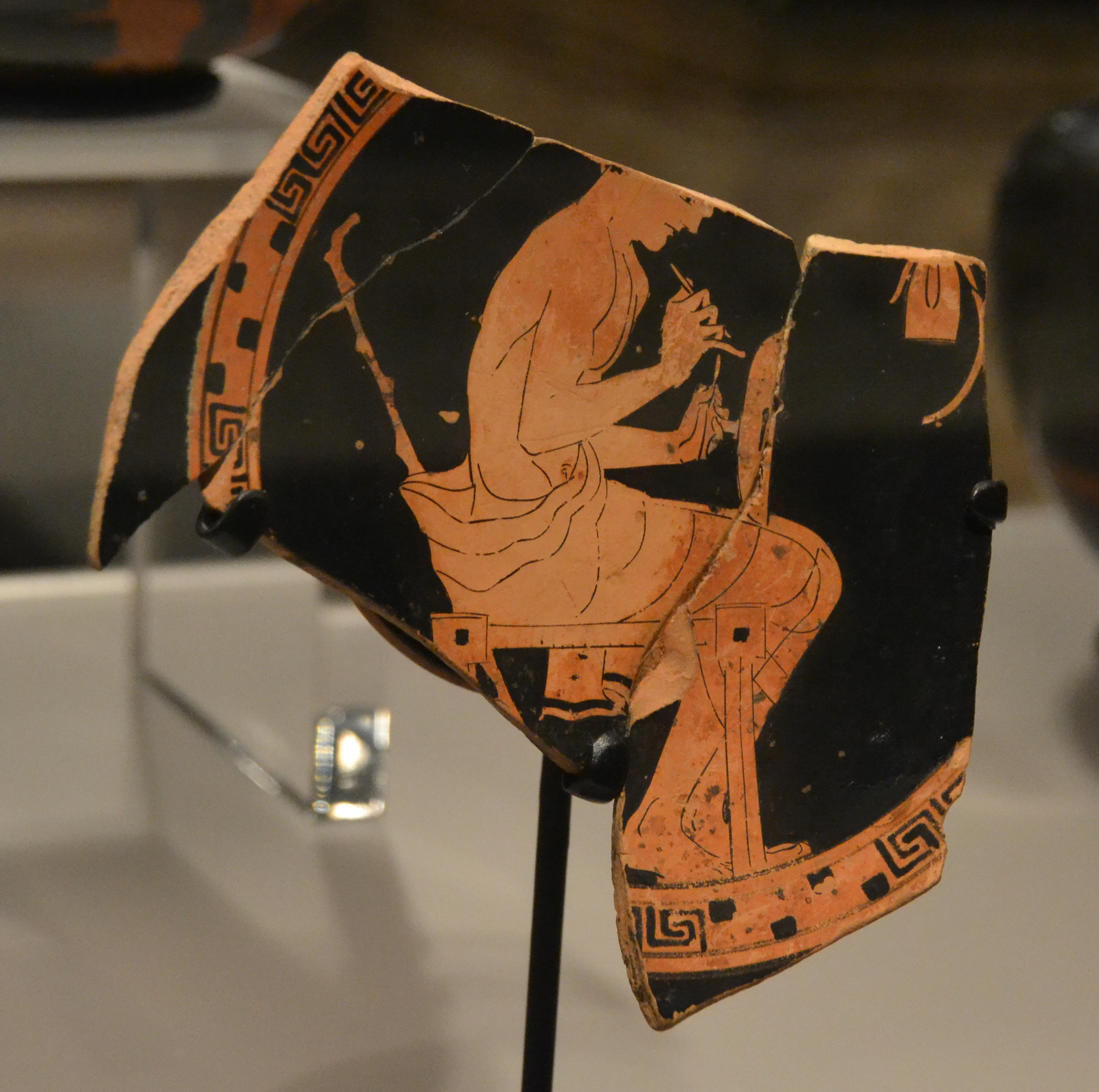
Ein Vasenmaler verziert eine Schale; fragmentierte attisch-rotfigurige Schale des Antiphon-Malers, um 480 v. Chr.; Museum of Fine Arts, Boston 01.8073

Ungewöhnlich war des Prestige der Töpfer Kittos und Bakchios. Die Brüder, Söhne des nicht minder bekannten Töpfers Bakchios, hatten in Athen Panathenäische Preisamphoren hergestellt und waren später nach Ephesos ausgewandert, wo sie aufgrund ihres Könnens die Bürgerschaft erlangt hatten. Vom Vater ist die Grabstele überliefert, auf der er für seine handwerklichen Fähigkeiten und die Siege bei handwerklichen Wettbewerben gerühmt wird. Über diese Wettbewerbe ist darüber hinaus nichts bekannt. Vor allem bei Vasenmalern, zum Teil aber auch bei Töpfern, ist zudem eine große Mobilität zu erkennen. Vor allem im Zuge von militärischen, sozialen oder wirtschaftlichen Problemlagen verließen immer wieder Keramiker ihre angestammte Heimat und ließen sich andernorts in der griechischen Welt nieder, wo sie ihr heimisches Wissen und Können einführten. So sind griechische Keramiker in Etrurien bekannt, attische Handwerker in Böotien, unteritalische Keramiker, die aus Attika oder Ostgriechenland stammten, und ähnliche Konstellationen.
Außerhalb Attikas ist die Beurteilung der sozialen Stellung noch schwerer als in Athen. In Lakonien etwa waren die Vasenmaler wohl Periöken oder zugezogene Handwerker. In Böotien waren die Keramiker anscheinend etwas angesehener als in Athen. Auch Beurteilungen für Handwerker vorhomerischer Zeit sind schwer zu treffen, da keine schriftlichen Zeugnisse vorliegen und auch archäologische Funde, die derartige Rückschlüsse zulassen würden, kaum vorhanden sind. Wohl noch in homerischer Zeit und analog dazu in früheren Zeiten, waren Töpfer, die zu der Zeit eben auch die Vasenmaler waren, reisende Handwerker, die ihre Dienste an verschiedenen Orten anboten. In Athen wie auch in Korinth bildeten sich vielleicht schon in geometrischer Zeit Töpferviertel heraus – berühmt ist der Athener Kerameikos, der zugleich auch Friedhof und damit auch ein wichtiger Abnehmer von Grabvasen bis in die klassische Zeit blieb. Der Arbeitsplatz der Töpfer und damit der Vasenmaler lag somit am Rand oder außerhalb der Städte, wo die Gefahr durch die Brennöfen, Brände auszulösen, weitaus geringer war.
Die heutige Sicht auf die Töpfer als Künstler entspricht modernen Sehgewohnheiten und Wertevorstellungen. Im 6. und 5. Jahrhundert v. Chr. gab es diesen Begriff des Künstlers aber noch nicht; man unterschied nicht zwischen „hoher Kunst“  und Kunsthandwerk. Die „Künstler“ waren Techniten. Die antiken Vasenmaler sahen sich daher als Handwerker, die unter dem Schutz von Athena Ergane arbeiteten. Ihre heutige Einordnung als Kunsthandwerker ist folglich am adäquatesten.

## Einzelbelege
1. ↑  Homer, Ilias 18, 604.
2. ↑  Ingeborg Scheibler: Griechische Künstlervotive der archaischen Zeit. In: Münchner Jahrbuch der Bildenden Kunst. Bd. 30, 1979, S. 16f.